# Parijse metrolijn 11
Metrolijn 11 is een van de 16 metrolijnen in Parijs en is geopend in 1935. Het was tot de uitbreiding van 2024 met zijn lengte van 6,5 km de kortste onafhankelijke metrolijn van Parijs (de kortere lijnen 3bis en 7bis horen bij lijn 3 en bij lijn 7).
De lijn telt sinds 2024 19 stations over een tracé van 11,7 km, van Châtelet (in het centrum) naar Rosny-Bois-Perrier (in het oosten).

## Verlenging
Een verlenging in noordoostelijke richting vanuit het station Mairie des Lilas werd in 2007 goedgekeurd. De verlenging betreft een traject van 5 km naar Rosny-sous-Bois. Op het traject waren zes nieuwe stations voorzien. De werken werden aangevat in 2015 en werden afgewerkt in juni 2024. Met de verlenging wordt ook een aansluiting voorzien op de RER E en de uitbreiding van tramlijn 1. De verlenging kadert in het project van Grand Paris Express.
| Nieuw station        | Bediende gemeente                        | Aansluiting          | Opening      |
| -------------------- | ---------------------------------------- | -------------------- | ------------ |
| Serge Gainsbourg     | Les Lilas                                |                      | 13 juni 2024 |
| Romainville - Carnot | Romainville, Noisy-le-Sec                | T 1                  | 13 juni 2024 |
| Montreuil - Hôpital  | Montreuil, Noisy-le-Sec                  |                      | 13 juni 2024 |
| La Dhuys             | Montreuil, Noisy-le-Sec, Rosny-sous-Bois |                      | 13 juni 2024 |
| Coteaux Beauclair    | Noisy-le-Sec, Rosny-sous-Bois            |                      | 13 juni 2024 |
| Rosny-Bois-Perrier   | Rosny-sous-Bois                          | Rosny – Bois-Perrier | 13 juni 2024 |

Châtelet · 
Hôtel de Ville · 
Rambuteau · 
Arts et Métiers · 
République · 
Goncourt · 
Belleville · 
Pyrénées · 
Jourdain · 
Place des Fêtes · 
Télégraphe · 
Porte des Lilas · 
Mairie des Lilas
Serge Gainsbourg · 
Romainville - Carnot · 
Montreuil - Hôpital · 
La Dhuys · 
Coteaux Beauclair · 
Rosny-Bois-Perrier